# Zamość (powiat nowodworski)
Zamość – wieś w Polsce położona w województwie mazowieckim, w powiecie nowodworskim, w gminie Leoncin.
W latach 1918–1939 wieś znajdowała się w województwie warszawskim, w powiecie sochaczewskim, w gminie Kampinos. Po II wojnie światowej władze Polskiej Rzeczypospolitej Ludowej wysiedliły ludność wsi wraz z innymi okolicznymi wsiami do Legionowa, Nowego Dworu, Grodziska i Ożarowa.
W latach 1975–1998 miejscowość należała administracyjnie do województwa warszawskiego.